# Y Ddraig Goch

Y Ddraig Goch

Il drago gallese, conosciuto in gallese come Y Ddraig Goch (lett. "Il drago rosso"), è un drago rosso alato capace di sputare fuoco. È rappresentato nella bandiera del Galles.
Y Ddraig Goch ha l'aspetto di un drago rosso dotato di ali, di quattro zampe, e di una coda a punta; per queste caratteristiche tipiche risulta simile alla viverna, da cui però differisce per la colorazione accesa e per il fatto di avere quattro zampe invece di due. Secondo le leggende, viveva prevalentemente in Galles ed in Cornovaglia.

## Mito

### Nella Historia Brittonum di Nennio

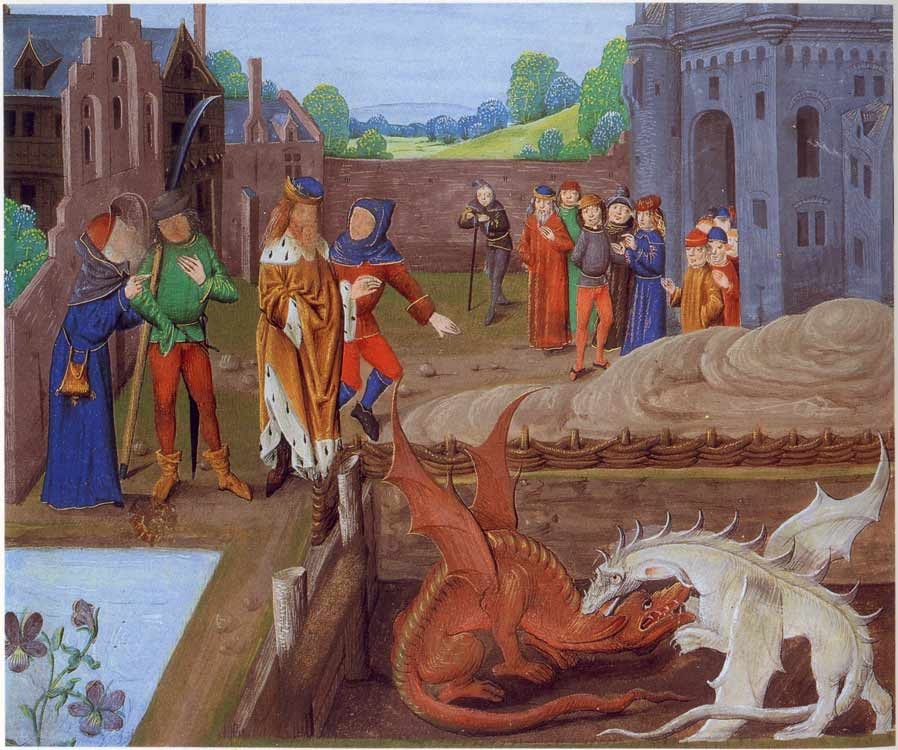
Particolare dal foglio 43v della Lambeth Palace Library MS 6 che illustra un episodio della Historia Regum Britanniae (1136 circa) che si ispira al racconto di Nennio. Nella foto, Vortigern insieme al giovane Mago Merlino, si trovano sul bordo di una pozza (a Dinas Emrys) da cui emergono due draghi, uno rosso e uno bianco, che combattono in loro presenza.

Y Ddraig Goch compare nella Historia Brittonum. Secondo la leggenda, il sovrano britannico Vortigern scelse la località di Dinas Emrys per costruirvi il suo castello. Ogni notte però le mura del castello appena costruite, venivano demolite da forze invisibili. Vortigern consultò allora i suoi consiglieri, che gli suggerirono di trovare un ragazzo orfano, e di sacrificarlo. Trovato il ragazzo (secondo alcuni il futuro Merlino), questi spiegò al re che la causa dei ripetuti crolli era la lotta tra un drago bianco e un drago rosso, sepolti lì sotto. Vortigern fece quindi disotterrare i draghi, che continuarono a combattere; dopo una lunga battaglia, finalmente il drago rosso sconfisse il drago bianco. Merlino spiegò a Vortigern che il drago rosso (Y Draig Goch) simboleggiava i Britanni, mentre il drago bianco simboleggiava i Sassoni, predicendo così la vittoria dei primi.
Questo racconto verrà in seguito riprese, abbellito e approfondito nella Historia Regum Britanniae di Goffredo di Monmouth, e nel poema Merlino di Robert de Boron. 

### Nel Mabinogion
Nella storia del Mabinogion di Lludd e Llefelys, Y Ddraig Goch combatte con un drago bianco invasore. Le sue grida di dolore fanno sì che le donne abortiscano, gli animali muoiano e le piante diventino sterili. Lludd, re d'Inghilterra, va dal saggio fratello Llefelys in Francia. Llefelys gli dice di scavare una fossa nel centro della Gran Bretagna, riempirla di idromele e coprirla con un panno di stoffa. Dopo aver seguito i consigli del fratello i due draghi iniziano a bere l'idromele e quindi si addormentano. Lludd li imprigiona, avvolgendoli del panno di stoffa, a Dinas Emrys che si trova in Snowdonia.

## Il drago nella bandiera del Galles

Bandiera del Galles

Enrico Tudor usò una bandiera raffigurante Y Ddraig Goch (essendo un simbolo della gente del Galles visto che stava cercando di guadagnarsi il loro supporto) dove poi (quattrocentosettanquattro anni dopo la sua vittoria nella battaglia di Bosworth) divenne la bandiera ufficiale del paese.